# Kulayarāja Tantra
El Kulayarāja Tantra (Tibetano fonéticamente: Kunjed Gyalpo, Tibetano: , tibetano : Yl བྱེད་ རྒྱལ་ པོའ ི་ རྒྱུད་ , Wylie : Kun-byed Rgyal-po'i Rgyud ;Traducción inglesa: "Rey que todo lo crea") es un tantra budista existente en tibetano que se centra en las enseñanzas directas del Buda primordial y supremo (Adibuddha), Samantabhadra. la Mente Despierta, la "mente de pureza perfecta". 
El título completo de la obra original en sánscrito es Sarvadharma Mahasandhi Bodhichitta Kulayarāja Tantra ; en tibetano (traducido fonéticamente) es Chö Tamched Dzogpa Chenpo Changchub Kyi Sem Kunjed Gyalpo .

## Resumen
En el Kulayarāja Tantra, Samantabhadra cuenta cómo él, el 'Rey que todo lo crea', es la esencia de todas las cosas, los seres y todos los Budas y que conocerlo, la Mente despierta, es alcanzar la esencia de la Realidad:

"Soy el fundamento existencial ( gnas chen ) de todos los Budas" y "... la raíz de todas las cosas no es más que un Ser ... Soy el lugar en el que residen todas las cosas existentes".
Para que un ser reconozca su propio Bodhicitta o Buda Samantabhadra (eternamente existente) debe ser liberado. Debido a que los seres sintientes y todos los demás fenómenos surgen debido a Bodhicitta o la Mente de la Pureza Perfecta, Samantabhadra se refiere a ellos en su enseñanza como sus "hijos". El Buda Samantabhadra declara:

"¡Oh, todos ustedes seres sintientes de este mundo triple [es decir, todo el universo, tanto visible como invisible]! Porque yo, el Soberano que todo lo creó, los he creado, ustedes son Mis hijos e iguales a Mí. Porque ustedes no son segundos para mi, estoy presente en ustedes ... Oh, todos ustedes, seres sintientes de este mundo triple, si no fuera así, serían inexistentes ... Debido a que todas las cosas no existen fuera de Mí, declaro firmemente que yo soy todo: el que todo lo crea ".
Samantabhadra también insiste: "... todo soy Yo, el Soberano que todo lo crea, mente de perfecta pureza ... Soy la causa de todas las cosas. Soy la raíz de todas las cosas. Soy el fundamento de todas las cosas. Yo soy la raíz de todas las cosas ... No hay otro Buda además de mí, el que todo lo crea ".
Pertenece a la naturaleza de la Conciencia primaria incondicionada de la Mente Despierta que es eterna, indestructible y radiante con luz: "La característica de la conciencia prístina auto-originada es la indestructibilidad, que se conoce como 'el lugar donde todo es luz' [ kun tu 'od kyi sa ] ". Además: "Los tres aspectos de Mi naturaleza deben conocerse de la siguiente manera: (1) nonato, (2), sin terminación, y (3) la fuente de la maravilla de la creación incesante ... Mi propio ser [ svabhava , esencia] es la única Realidad ".
Esta base fundamental de la realidad, el Buda Samantabhadra, también en ocasiones denominado,  Rigpa, se enseña a residir en todos los seres y ser realizable: es la sabiduría, la esencia inmortal, lo que está más allá del pensamiento y que impregna la naturaleza de la mente y todas las cosas. Es la presencia instantánea espontánea, que trasciende el pensamiento de la conciencia que lo abarca todo.Podría estar relacionado con la noción de  Tathagatagarbha,  que (por ejemplo, en el Sutra de Angulimaliya ) se afirma que es la esencia pura en el corazón de la mente. Sin embargo, todas las figuras, es decir, Samantabhadra, Vairochana, Vajradhara, etc., se entienden tradicionalmente como personificaciones del vacío, la verdadera naturaleza de todos los fenómenos (aunque el vacío no es un tema principal de este tantra en particular). Este ser es la personificación  de Shunyata  o vacío; que todos los fenómenos carecen de existencia verdadera y aún aparecen, esta base se encuentra en todos los fenómenos. [ cita requerida ].  Otras tradiciones tibetanas (especialmente las de la Escuela Jonangpa del Tíbet) visualizan este tantra de una manera bastante diferente y no ven un vacío negativo, sino una plenitud y perfección plena de la Mente y la virtud budistas como el corazón de todo lo que es.

El Buda Samantabhadra declara:

"De los tres aspectos [es decir, el No nacido; sin fin; fuente de la maravilla de la creación incesante] de Mi naturaleza, es decir, la del Creador de todo, [viene] la plenitud que satisface todas las necesidades". Y: "Lo que se conoce como el Buda revelado es esta evidencia de Mi propio ser. Debido a que tiene el centro, el vigor central, es el Ser de todo. Como no necesita ningún acto, es el Buda desde el principio Como está libre de esfuerzos y logros, desde el principio se lo conoce como grande. El Gran Ser es conocido como el Gran Buda. Esta evidencia que no ha nacido ni es conceptual es la dimensión de la Realidad [ dharmadhatu ] ... " .
Esta realidad es totalmente incondicionada, no dependiente y llena de dicha. Solo se conoce a sí mismo:

"No hay una cosa que dependa de otra. Esta gran dicha autoperfeccionada se entenderá intuitivamente por la fuerza del Ser, que es incomparable conciencia prístina".
La Realidad Búdica Definitiva, descrita en esta escritura como 'conciencia pura y total' se presenta como sustancia esencial fundamental, no engendrada por causas y condiciones, una verdadera esencia que posee la sabiduría auto-surgida que gobierna todas las cosas, ambas animado e inanimado, y que otorga vida a todos:
"'Conciencia' significa que la sabiduría de auto surgimiento, la verdadera esencia, domina y percibe claramente todos los fenómenos del universo animado e inanimado. Esta sustancia fundamental de auto surgimiento, no producida por causas y condiciones, gobierna todas las cosas y da vida a todas las cosas."
En este reino recóndito, toda especulación y conceptualización es inadecuada, y solo la percepción directa del Buda Samantabhadra puede revelar la Verdad última: "Todo lo que existe es Mi propio ser. La totalidad del mundo animado e inanimado es Mi propio ser. Fuera de Mi propio ser, nada es, por lo tanto, la raíz de todas las cosas consiste en mí. No existe una sola cosa que no consista en mí ".